# John Posey
John Sanford Posey (* 7. Februar 1956 in Hartford, Connecticut) ist ein US-amerikanischer Schauspieler.

## Leben und Karriere
John Posey wurde in Hartford, der Hauptstadt des US-Bundesstaates Connecticut, geboren. Er absolvierte 1981 die University of Florida und ist seit 1986 als Schauspieler aktiv. Zuvor war er bereits mit seinem eigenen Bühnenprogramm Father, Son & Holy Coach erfolgreich und war in zahlreichen Werbesports zu sehen.
Eine seiner ersten Schauspielrollen übernahm Posey als Mr. Jacobi im Film Manhunter – Roter Drache 1986. Danach war er in Fernsehserien wie Dallas, Seinfeld, Cheers oder Echt super, Mr. Cooper zu sehen und übernahm Nebenrollen in den Filmen Ein Yuppie steht im Wald und RoboCop 3. 1995 folgte eine kleine Nebenrolle in der Serie My Wildest Dreams.
Seit 1995 trat Posey in über 40 Serien in Gastrollen auf, darunter Der Klient, JAG – Im Auftrag der Ehre, Chicago Hope – Endstation Hoffnung, Seven Days – Das Tor zur Zeit, Crossing Jordan – Pathologin mit Profil, Providence, Emergency Room – Die Notaufnahme, Cold Case – Kein Opfer ist je vergessen, Boston Legal, Navy CIS, Criminal Minds, Drop Dead Diva, Bones – Die Knochenjägerin, Scorpion oder Lucifer. Weitere wiederkehrende Rollen übernahm er in Teen Wolf und How to Get Away with Murder.
Seit 1991 war er bis zu ihrem Tod 2014 mit Cyndi Garcia Posey verheiratet. Gemeinsam hatten sie vier Kinder, darunter Tyler Posey, der ebenfalls als Schauspieler aktiv ist.

## Filmografie (Auswahl)
- 1986: Manhunter – Roter Drache (Manhunter)
- 1987: Full House (Fernsehserie, Pilotfolge)
- 1988: Dallas (Fernsehserie, Episode 11x30)
- 1990: Cheers (Fernsehserie, Episode 9x05)
- 1991: Seinfeld (Fernsehserie, Episode 2x08)
- 1992: Ein Yuppie steht im Wald (Out on a Limb)
- 1992: Echt super, Mr. Cooper (Hangin' with Mr. Cooper, Fernsehserie, Episode 1x02)
- 1993: RoboCop 3
- 1993: Against the Grain (Fernsehserie, 2 Episoden)
- 1994: Alles schön und Recht (Sweet Justice, Fernsehserie, Episode 1x05)
- 1995: Der Marshal (The Marshal, Fernsehserie, Episode 1x07)
- 1995: My Wildest Dreams (Fernsehserie, 5 Episoden)
- 1996: NewsRadio (Fernsehserie, Episode 2x14)
- 1996: Der Klient (The Client, Fernsehserie, Episode 1x20)
- 1997: JAG – Im Auftrag der Ehre (JAG, Fernsehserie, Episode 2x03)
- 1997: Pretender (Fernsehserie, Episode 1x14)
- 1997: Chicago Hope – Endstation Hoffnung (Chicago Hope, Fernsehserie, Episode 3x26)
- 1998: Seven Days – Das Tor zur Zeit (Seven Days, Fernsehserie, Episode 1x21)
- 1998: From the Earth to the Moon (Mini-Serie, 3 Episoden)
- 1999: California Myth
- 2000: Hollywood Off-Ramp (Fernsehserie, Episode 1x22)
- 2001: Crossing Jordan – Pathologin mit Profil (Crossing Jordan, Fernsehserie, Episode 1x06)
- 2001: Providence (Fernsehserie, 2 Episoden)
- 2001–2003: Doc (Fernsehserie, 4 Episoden)
- 2002: Thirst
- 2006: Emergency Room – Die Notaufnahme (ER, Fernsehserie, Episode 12x11)
- 2006: 24 (Fernsehserie, Episode 5x17)
- 2008: Swingtown (Fernsehserie, Episode 1x12)
- 2008: Cold Case – Kein Opfer ist je vergessen (Cold Case, Fernsehserie, Episode 6x04)
- 2008: Boston Legal (Fernsehserie, 2 Episoden)
- 2010: Legendary – In jedem steckt ein Held (Legendary)
- 2011: Navy CIS (NCIS, Fernsehserie, Episode 8x12)
- 2011: Criminal Minds: Team Red (Criminal Minds: Suspect Behavior, Fernsehserie, Episode 1x05)
- 2011: From the Head
- 2011–2017: Teen Wolf (Fernsehserie, 6 Episoden)
- 2013: Criminal Minds (Fernsehserie, Episode 8x20)
- 2013: W.M.D.
- 2013: Drop Dead Diva (Fernsehserie, Episode 5x05)
- 2013: Bones – Die Knochenjägerin (Bones, Fernsehserie, Episode 9x10)
- 2014: Navy CIS: L.A. (NCIS: L.A., Fernsehserie, Episode 6x05)
- 2014–2015: How to Get Away with Murder (Fernsehserie, 6 Episoden)
- 2015: Scorpion (Fernsehserie, Episode 1x19)
- 2016: Navy CIS: New Orleans (NCIS: New Orleans, Fernsehserie, Episode 3x06)
- 2017: Teleios
- 2017: Altitude
- 2017: Stitchers (Fernsehserie, Episode 3x08)
- 2017: Lucifer (Fernsehserie, Episode 3x04)
- 2017: El Camino Christmas
- 2018: Black Water
- 2019: Avengers: Endgame
- 2019: Pearson (Fernsehserie, Episode 1x01)
- 2020: Stumptown (Fernsehserie, Episode 1x10)
- 2020: Stay Alive – Überleben um jeden Preis (Alone)
- 2021: Emily the Criminal
- 2022: 9-1-1: Lone Star (Fernsehserie, 4 Episoden)
- 2022: Better Call Saul (Fernsehserie, 2 Episoden)